# Stary cmentarz żydowski w Szczekocinach
Stary cmentarz żydowski w Szczekocinach – kirkut, którego data powstania jest nieznana. W czasie okupacji został doszczętnie zdewastowany przez nazistów. Po 1945 r. na terenie kirkutu wybudowano szalet miejski. W 2006 r. Yossi Bornstein, syn jednego ze szczekocińskich Żydów, doprowadził do rozebrania szaletu na terenie dawnego kirkutu. W 2008 r. władze miasta podjęły decyzję o budowie pomnika upamiętniającego szczekocińskich Żydów. Będzie on miał kształt otwartej księgi. Kirkut znajduje się, przy ul. Konopnickiej.